# Otoppia spinipes
Otoppia spinipes är en kvalsterart som först beskrevs av Sandór Mahunka 1994.  Otoppia spinipes ingår i släktet Otoppia och familjen Oppiidae. Inga underarter finns listade i Catalogue of Life.